# جائزة فاطمة بنت مبارك لرياضة المرأة
جائزة فاطمة بنت مبارك لرياضة المرأة اسست سنة 2017 و تستهدف الجائزة المرأة الرياضية الإماراتية والعربية، التي حقَّقت إنجازات بارزة في المحافل الرياضية، وصاحبات البصمة في التميُّز الرياضي في مختلف مجالاته لتسع فئات، بإجمالي جوائز تبلغ قيمتها مليوناً و800,000 درهم.
وتتضمَّن الجائزة الفئات التالية: أفضل رياضية عربية والجائزة المالية المخصَّصة لها 500,000 درهم، أفضل رياضية إماراتية وجائزتها المالية 300,000 درهم، أفضل رياضية ناشئة وتنال 150,000 درهم، أفضل رياضية بارالمبية وتنال 150,000 درهم، أفضل مدرب/مدربة وجائزتها 150,000 درهم، أفضل إعلامية رياضية وتنال 100,000 درهم، أفضل فريق ويحصل على 300,000 درهم، واستُحدِثَت فئة جديدة منذ النسخة السابعة، وهي جائزة أفضل أم رياضية وجائزتها 150,000 درهم.
وتُمنح جائزة شخصية العام الرياضية العربية من لجنة التحكيم، وتختار بناءً على الجهود التي حقَّقتها والنجاح الاستثنائي على أدائها المتميز وإسهاماتها في دعم المسيرة الرياضة النسائية.

وأطلقت سموّ الشيخة فاطمة بنت مبارك هذه الجائزة لتأتي في إطار جهود سموّها المستمرة لدعم المنظومة الرياضية والمشهد الرياضي، الذي تشهده دولة الإمارات العربية المتحدة، وإمارة أبوظبي. وتحظى الجائزة بدعم واهتمام كبير من الشيخة فاطمة بنت هزاع بن زايد آل نهيان، رئيس مجلس إدارة أكاديمية فاطمة بنت مبارك للرياضة النسائية، رئيسة ناديي أبوظبي والعين للسيدات.

جائزة فاطمة بنت مبارك لرياضة المرأة

وهي الجائزة الأولى من نوعها في المنطقة، وإحدى أكثر الجوائز تميُّزاً في فئاتها المتنوعة، والتي تستقطب اهتمام الوسط الرياضي العربي النسائي، وتهدف إلى تمكين المرأة، وتسليط الضوء على إنجازاتها في القطاع الرياضي على مدى عام كامل،إضافة إلى السعي لتحسين المشاركة وتعزيز التنافسية والتميُّز في الرياضات النسائية، وخلْق بيئة محفِّزة وداعمة للمرأة الرياضية، للارتقاء بأدائها إلى مستويات متقدِّمة ووضعها في طليعة الأحداث الرياضية العالمية.
وتُكرَّم الفائزات في حفل سنوي كبير يحضره عدد من الشخصيات البارزة والمرموقة في المجتمعين الإماراتي والعربي، ولفيف من أُسر الفائزات وأصدقائهن، ويُسلَّط فيه الضوء على الإنجازات التي حقَّقتها الفائزات ومسيرتهن الحافلة في رياضات عديدة ومتنوّعة.

## الفائزين

### النسخة السادسة 2022
| الجائزة                     | الرياضية                        | البلد                    | الرياضة                                |
| --------------------------- | ------------------------------- | ------------------------ | -------------------------------------- |
| أفضل رياضية عربية           | جيانا فاروق محمود               | مصر                      | الكاراتيه                              |
| أفضل رياضية إماراتية        | شما يوسف الكلباني               | الإمارات العربية المتحدة | الجوجيتسو                              |
| أفضل رياضية بارالمبية       | رحاب أحمد رضوان                 | مصر                      | رفع الأثقال البارالمبي                 |
| أفضل رياضية ناشئة           | هنا أحمد جودة                   | مصر                      | تنس الطاولة                            |
| أفضل مدرب                   | فارس العساف                     | الأردن                   | مدرب منتخب التايكواندو الأردني للسيدات |
| أفضل فريق                   | الاتحاد المصري لرفع الأثقال     | مصر                      | رفع الأثقال                            |
| شخصية العام الرياضية        | أُنْس جابر                        | تونس                     | التنس                                  |
| أفضل إعلامية                | عزيزة نايت سي بها               | المغرب                   |                                        |
| أفضل برنامج لتنمية الناشئات | اتحاد كرة القدم النسائي الأردني | الأردن                   |                                        |
| أفضل مبادرة إبداعية رياضية  | قرية الإمارات العالمية للقدرة   | الإمارات العربية المتحدة |                                        |

### النسخة السابعة 2023
| الجائزة                    | الرياضية                 | البلد                    | الرياضة                                                                   |
| -------------------------- | ------------------------ | ------------------------ | ------------------------------------------------------------------------- |
| أفضل رياضية عربية          | جوليانا فؤاد             | الأردن                   | التايكواندو                                                               |
| أفضل رياضية إماراتية       | روضة السركال             | الإمارات العربية المتحدة | الشطرنج                                                                   |
| أفضل رياضية بارالمبية      | فاطمة عمر                | مصر                      | رفع الأثقال البارالمبي                                                    |
| أفضل رياضية ناشئة          | مريم آل علي              | الإمارات العربية المتحدة | الجوجيتسو                                                                 |
| أفضل مدربة                 | سناء المرداسي            | تونس                     | مدربة منتخب الإمارات للسيدات للدراجات الهوائية                            |
| أفضل فريق                  | نادي الفجيرة             | الإمارات العربية المتحدة | الألعاب القتالية                                                          |
| أفضل أم رياضية             | زعفرانة أحمد الحوسني     | الإمارات العربية المتحدة | والدة بطلتي الأولمبياد الخاص في ألعاب القوى والبولينغ، حمدة ومريم الحوسني |
| أفضل إعلامية               | أميرة جمال               | مصر                      |                                                                           |
| شخصية العام الرياضية       | نورة السويدي             | الإمارات العربية المتحدة | الأمينة العامة للاتحاد النسائي العام، رئيسة اتحاد الإمارات لرياضة المرأة  |
| أفضل مبادرة إبداعية رياضية | القيادة العامة لشرطة دبي | الإمارات العربية المتحدة |                                                                           |

### النسخة الثامنة 2024
| الجائزة                                  | الرياضية                                  | البلد                    | الرياضة |
| ---------------------------------------- | ----------------------------------------- | ------------------------ | --- |
| أفضل رياضية عربية                        | كيليا نمور                                | الجزائر                  | الجمباز الفني |
| أفضل رياضية إماراتية                     | عهود خليفة الكعبي                         | الإمارات العربية المتحدة | الجوجيتسو |
| أفضل رياضية بارالمبية                    | مريم أحمد عبدالله الزيودي                 | الإمارات العربية المتحدة | |
| أفضل رياضية ناشئة                        | لطيفة محمد خليفة الفلاسي                  | الإمارات العربية المتحدة | |
| أفضل مدربة                               | مروة العامري                              | تونس                     | المصارعة |
| أفضل فريق                                | نادي الزمالك                              | مصر                      | الكرة الطائرة |
| أفضل أم رياضية                           | رقية أحمد عبدالله الزعابي                 | الإمارات العربية المتحدة | |
| أفضل إعلامية                             | نهلة نبيل بوزيد المغربي                   | السودان                  | |
| شخصية العام الرياضية العربية             | الدكتورة حصة بنت خالد بن عبدالله آل خليفة | البحرين                  | عضو مجلس إدارة اللجنة الأولمبية في مملكة البحرين، رئيس لجنة تكافؤ الفرص والتوازن بين الجنسين، والتي تولت أيضاً منصب رئيسة اللجنة النسائية بالاتحاد البحريني لكرة القدم. |
| جائزة روّاد العمل الرياضي في الوطن العربي | نعيمة الأحمد الجابر الصباح                | الكويت                   | رئيسة مجلس إدارة الاتحاد الكويتي للرياضة النسائية، والرئيسة الفخرية للجنة التنظيمية لرياضة المرأة بدول مجلس التعاون لدول الخليج العربية                                |
| جائزة روّاد العمل الرياضي في الوطن العربي | سناء بنت حمد بن سعود البوسعيدي            | عُمان                     | رئيسة اللجنة العُمانية لرياضة المرأة، ومستشارة وزير التربية والتعليم، التي أسهمت بدور رائد في الرياضة النسائية بسلطنة عُمان، وقادت العديد من المبادرات المؤثرة.          |